# 貢糖
貢糖是福建花生糖的通稱，龍海市白水鎮和金門縣盛產，已是金門遠近馳名的伴手禮特產。在馬來西亞檳城等地也利用福建傳統製法加以改進生產，也稱爲kacang tumbuk。
據傳説，可遠溯至南宋立都杭州後，福建貢獻金門花生糖給宋朝皇帝食用；沿至定都南京的南明政权，還貢戰馬。然而花生原產於美洲，在明朝才傳入中國，因此這傳說並不符合史實。
金门岛氣候乾燥，出產質優花生及鄰近閩南蔗糖，熬煮一鍋待冷卻即切塊。